# István Alapi
István Alapi  (* 2. srpna 1962, Salgótarján) je maďarský rockový kytarista, nejdéle hrající ve populární skupině Edda Művek.

## Životopis
Narodil se v Salgótarjánu v severní části Maďarska, poté studoval i v Miskolci. Na kytaru hraje od svých deseti let, ale původně neplánoval se hudbou živit. V roce 1987.
Nejprve hrál při škole v klasických klukovských kapelách, prvního většího úspěchu dosáhl roku 1983, kdy vyhrál místní soutěž kytaristů. O dva roky později už hrál ve skupině, nazvané Moho Sapiens.
Koncem roku 1987 se setkal s Attilou Patakym z nově obnovené skupiny Edda Művek a vzhledem k tomu že kapela momentálně neměla stálého kytaristu, následujícího roku ho Pataky přijal už na trvalý post sólového kytaristy. 
Po necelých čtyřech letech v Eddě se rozhodl zkusit štěstí za oceánem a roku 1991 odešel do Kanady, kde založil skupinu XL Sisters.
Na jeho místo nastoupil mladý talentovaný kytarista Péter Kun, který ale již o dva roky později umírá při nehodě na motocyklu poblíž Balatonu. Pataky ho poté zkontaktoval a přemluvil k návratu; na podzim 1993 se Alapi vrací do Maďarska a od té doby již hraje s Eddou nepřetržitě.
V roce 1996 vydal mimo Eddu své první sólové album, nazvané Belső világ, a o čtyři roky později následovalo druhé pod názvem István. Mezi lety 2001–2005 také hrál ve skupině Keresztes Ildikó Band.
Roku 2007 obdržel v rodném Salgótarjánu cenu Pro Arte za přínos hudbě.
Kromě rocku se Alapi věnuje i dalším hudebním stylům - jedním z jeho nejoblíbenějších je jazz, což je patrné na jeho třetím sólovém albu niXfactor z roku 2011. Nahrál jej se známými maďarskými muzikanty (např. houslistou Zoltánem Lantosem) a o rok později deska získala prestižní cenu Fonogram za nejlepší jazzové album roku.
Své zatím poslední album vydal v roce 2013 a je opět spíše jazzového ladění. Podíleli se na něm stejní muzikanti jako na předešlém a i tentokrát album dosáhlo komerčního úspěchu. Mimo sólové dráhy ale Alapi stále hraje a skládá hudbu pro Eddu Művek, kde zůstává hlavním sólovým kytaristou.

## Diskografie

### Sólová alba
- 1996: Belső világ
- 2000: István
- 2011: niXfactor
- 2013: Inner Vortex

### Edda Művek
- 1987: Változó idők
- 1989: Szaga van
- 1990: Győzni fogunk
- 1990: Best of Edda 1980-1990.
- 1991: Szélvihar
- 1992: Edda Művek
- 1992: Az Edda két arca
- 1994: Lelkünkből
- 1994: Edda Karaoke
- 1994: Sziklaszív
- 1995: Edda Blues
- 1995: Edda 15. születésnap
- 1995: Hazatérés
- 1996: Elvarázsolt Edda-dalok
- 1997: Edda 20.
- 1997: Lírák II.
- 1998: Best of Edda 1988-1998.
- 1999: Fire and Rain
- 1999: Nekem nem kell más
- 2003: Örökség
- 2005: Isten az úton
- 2005: Platina
- 2005: Sláger Rádió Megaparty
- 2006: A szerelem hullámhosszán
- 2009: Átok és áldás
- 2012: Inog a világ